# آتیس (مارن)
آتیس (به فرانسوی: Athis) یک کمون در فرانسه است که در canton of Écury-sur-Coole واقع شده‌است. آتیس ۱۶٫۸۸ کیلومتر مربع مساحت دارد ۷۶ متر بالاتر از سطح دریا واقع شده‌است.